# Rico Speksnijder
Rico Speksnijder (Gouda, 23 februari 2005) is een Nederlands voetballer die doorgaans speelt als aanvaller. Hij speelt sinds 2019 voor Ajax, sinds 2023 uitkomend voor Jong Ajax.

## Clubcarrière
Speksnijder doorliep de jeugdopleidingen van Feyenoord en Ajax. Hij kreeg zijn eerste profcontract aangeboden op 16-jarige leeftijd, op 24 februari 2021. Op 1 september 2023 mocht Speksnijder zijn debuut maken in het betaald voetbal voor Jong Ajax tegen MVV Maastricht. Hij kwam in de 74e minuut in de ploeg voor David Kalokoh en bekroonde zijn debuut met een assist op Gabriel Misehouy.

## Statistieken
| Seizoen | Club      | Competitie     | Competitie | Competitie | Beker | Beker | Overig | Overig | Totaal | Totaal |
| Seizoen | Club      | Competitie     | Wed.       | Dlp.       | Wed.  | Dlp.  | Dlp.   | Dlp.   | Wed.   | Dlp.   |
| ------- | --------- | -------------- | ---------- | ---------- | ----- | ----- | ------ | ------ | ------ | ------ |
| 2023/24 | Jong Ajax | Eerste divisie | 19         | 0          | 0     | 0     | 0      | 0      | 19     | 0      |
| 2024/25 | Jong Ajax | Eerste divisie | 15         | 0          | 0     | 0     | 0      | 0      | 15     | 0      |
| Totaal  |           |                | 34         | 0          | 0     | 0     | 0      | 0      | 34     | 0      |

Bijgewerkt op 17 maart 2025.